# Dallmeyer Peak
Dallmeyer Peak är en bergstopp i Antarktis. Den ligger i Västantarktis. Argentina, Chile och Storbritannien gör anspråk på området. Toppen på Dallmeyer Peak är 1 560 meter över havet, eller 306 meter över den omgivande terrängen. Bredden vid basen är 2,1 km.
Terrängen runt Dallmeyer Peak är bergig söderut, men norrut är den kuperad. Trakten är glest befolkad. Närmaste befolkade plats är Gonzalez Videla Station, 10,5 kilometer nordväst om Dallmeyer Peak. 